# Zasłonak cynobrowy

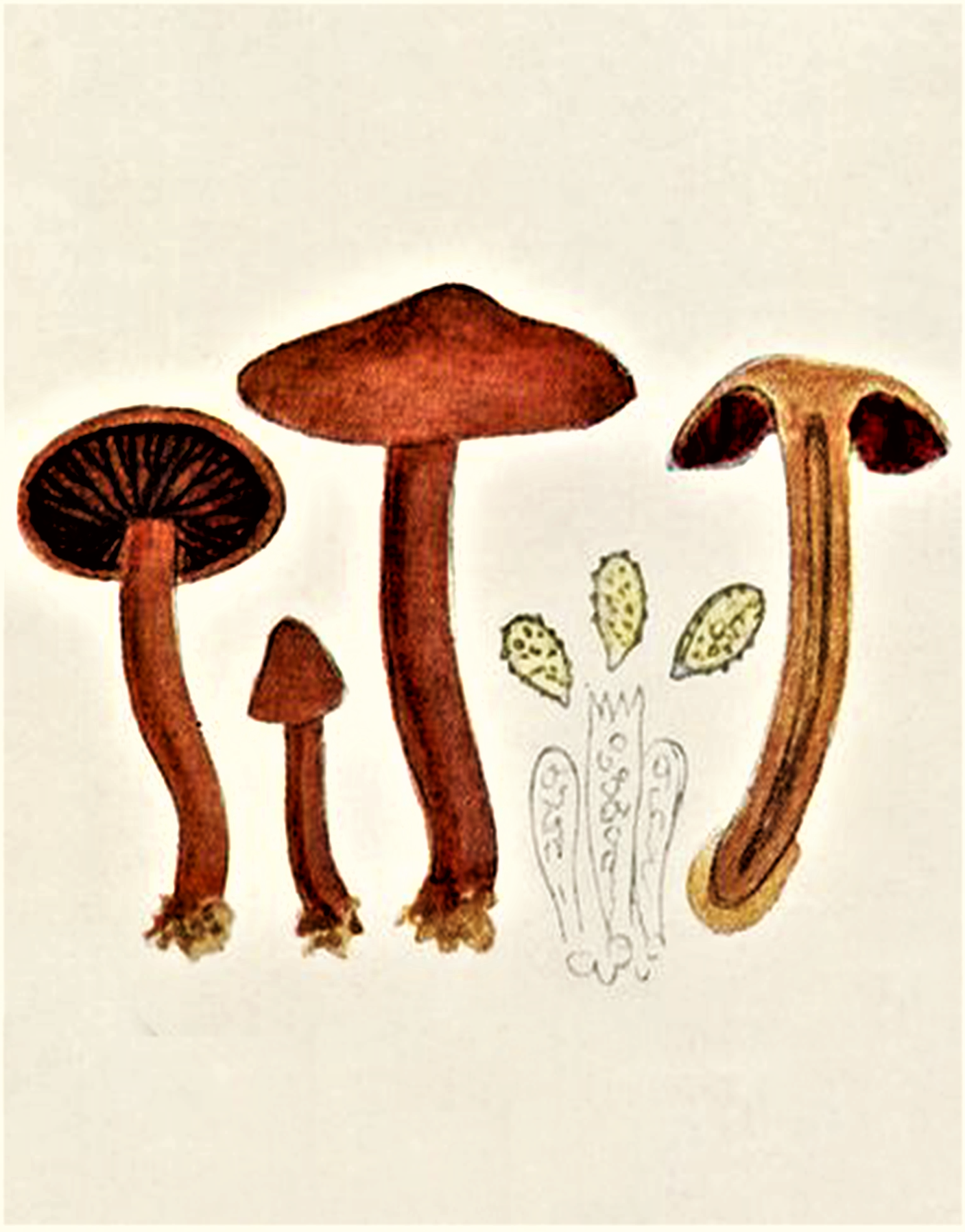

Zasłonak cynobrowy (Cortinarius cinnabarinus Fr.) – gatunek grzybów należący do rodziny zasłonakowatych (Cortinariaceae). Jest niejadalny.

## Systematyka i nazewnictwo
Pozycja w klasyfikacji według Index Fungorum: Cortinarius, Cortinariaceae, Agaricales, Agaricomycetidae, Agaricomycetes, Agaricomycotina, Basidiomycota, Fungi.
Po raz pierwszy zdiagnozował go Elias Fries w 1838 r. Synonimy:
- Dermocybe cinnabarina (Fr.) Wünsche1877
- Dermocybe cinnabarina f. plana Hruby1930
- Gomphos cinnabarinus (Fr.) Kuntze 1891

Polską nazwę nadał Andrzej Nespiak w 1975 r.

## Morfologia
Kapelusz
Średnica 2–6 cm, początkowo półkulisty z podwiniętym brzegiem, potem wypukły, w końcu płaski, zwykle z garbem na środku. Jest higrofaniczny: w stanie wilgotnym cynobrowoczerwony, często z pomarańczowym odcieniem, w stanie suchym żółto-pomarańczowy o powierzchni matowej i włókienkowatej
Blaszki
Początkowo cynobrowoczerwone, później ciemno rdzawobrązowe.
Trzon
Wysokość 3–8 cm, grubość 0,5–1 cm, cylindryczny, czasem z szerszą podstawą. Powierzchnia czerwonopomarańczowa, pokryta czerwonymi włóknami zasnówki.
Miąższ
Jasnożółto-czerwony do czerwonawo-brązowego. Aromat i smak mdłe lub rzodkiewkowate.
Cechy mikroskopowe
Wysyp zarodników rdzawobrązowy. Zarodniki eliptyczne lub migdałkowate, 8–10 × 4,5–5,5 µm, pokryte dużymi brodawkami.

## Występowanie i siedlisko
Znane jest występowanie tego gatunku w Ameryce Północnej i Środkowej, Europie, Azji i Australii. W. Wojewoda w 2003 r. przytoczył wiele stanowisk w Polsce. Bardziej aktualne stanowiska podaje internetowy atlas grzybów. Zaliczony w nim jest do gatunków zagrożonych i wartych objęcia ochroną.
Naziemny grzyb mykoryzowy. Występuje w lasach liściastych i mieszanych, często wśród mchów, zwłaszcza pod bukami i dębami, także pod lipami, leszczyną i innymi drzewami liściastymi. Preferuje gleby próchniczne. Owocniki zazwyczaj od sierpnia do października.